# Міністеріал

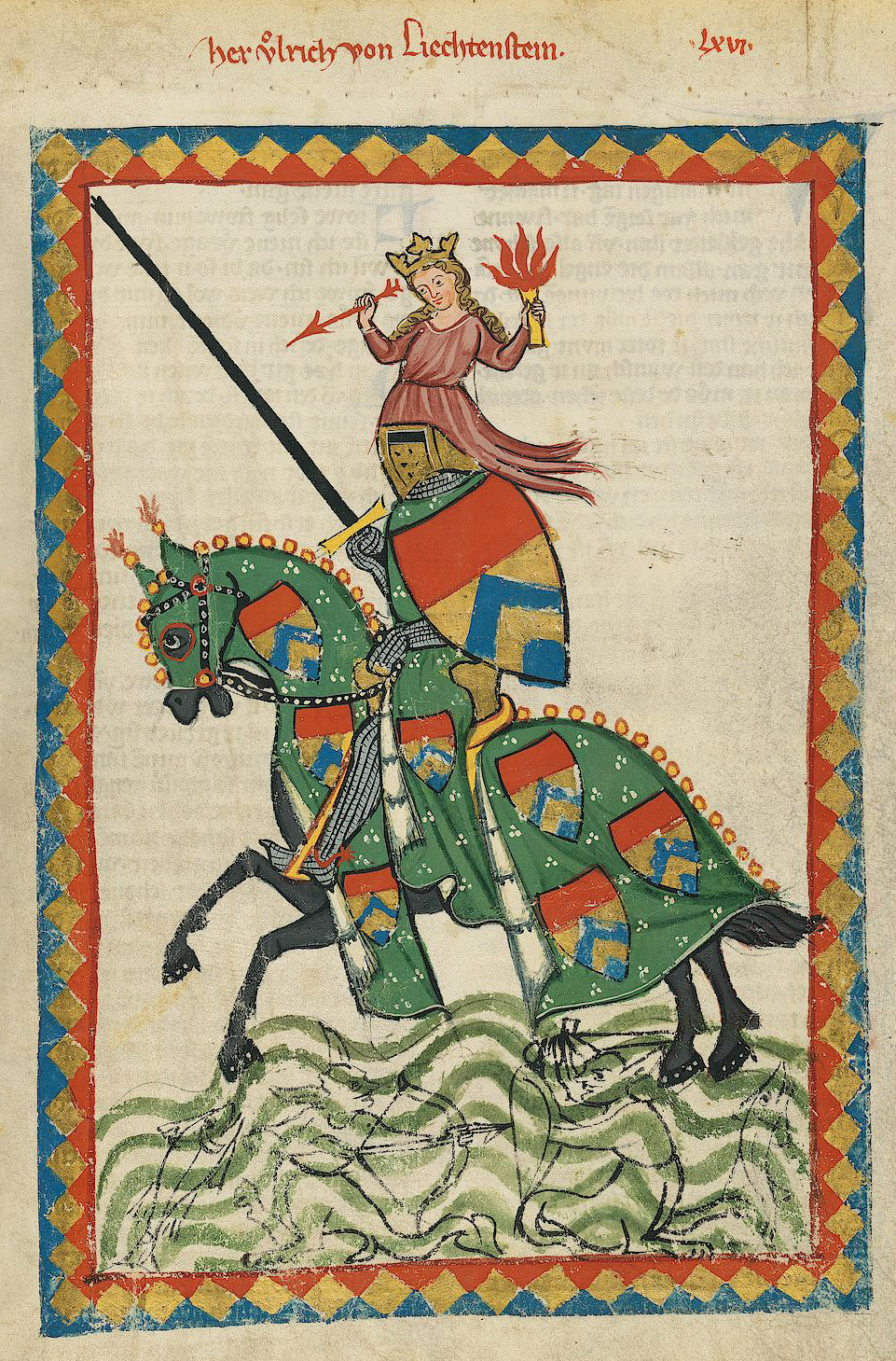
Міністеріал Ульріх фон Ліхтенштейн («Манесський кодекс», 1300)

Міністеріа́ли (лат. ministeriales, «служиві»; від лат. ministerium, «служіння») — у середньовічній Європі, переважно в Священній Римській імперії, військовий стан дрібного лицарства, надвірної (придворної) шляхти (дворян). Походив зі звільнених паном слуг-кріпаків, які наділялися владними посадами і відповідальністю. Виник в процесі звільнення та розширення привілеїв нетитулованих службовців. Володіли невеликими ленами та мали обов'язок нести військову службу на користь пана — монарха, магната, єпископа чи іншого великого феодала. Особливого значення міністеріали набули в Німеччині XII–XIV століть, домігшись прав окремого стану, особистої свободи і ставши однією з основ центральної влади у німецьких князівствах.

## Видатні міністеріали
- Вольфрам фон Ешенбах
- Ульріх фон Ліхтенштейн
- Вальтер фон дер Фоґельвайде
- Герман фон Зальца